# Герцаївський район
Герца́ївський райо́н (рум. Raionul Herţa) — колишній район Чернівецької області України, був найменшим за площею у країні. За етнічною ознакою був мононаціональним з румунською більшістю.
17 липня 2020 року район було ліквідовано внаслідок адміністративно-територіальної реформи, а його територія відійшла до новоутвореного Чернівецького району.

## Географія
Район був розміщений в південно-східній частині Чернівецької області, на правому березі річки Прут і займав територію 316 км².
Район межував з Новоселицьким і Глибоцьким районами. По території району проходить державний кордон з Румунією протяжністю 25 км, який охороняють дві прикордонні застави, та функціонує один спрощений (тимчасово закритий) автомобільно-пішохідний пункт пропуску Дяківці.
Земельні ресурси становлять 17435 га. Загальна площа лісів — 2470,5 га. На території району з корисних копалин є запаси глин та суглинків для розвитку цегляно-черепичної промисловості та піщано-гравійної суміші.
До складу району входить місто Герца та 23 сільські населені пункти, які об'єднані в 13 сільських і одну міську раду.
Герцаївський терасовий лісостеповий район розташовується на правобережних терасах Пруту, складених лесовидними суглинками, але досить сильно розчленованими долинами річок і балок. Проте внаслідок поширення лесовидних суглинків тут утворилися гумусовані ґрунти: опідзолені чорноземи та сірі й темно-сірі опідзолені ґрунти, які на схилах піддаються досить інтенсивній ерозії. Агрокліматичні умови цього району характеризуються такими показниками: температури січня — 4,5—5,0°С, липня 19,0— 19,5°С, суми активних температур 2700—2800°, а річна норма опадів—600—625 мм. Всі ознаки (геологічні, геоморфологічні, ґрунтові та кліматичні) вказують на те, що цей район є типово лісостеповим з сільськогосподарським профілем виробництва. Рекреаційне значення району невелике через незначну лісистість. Основною природоохоронною проблемою є боротьба з ерозією, перш за все на орних землях. На правобережних терасах цього району розміщається основний масив як старої, так і нової забудови Чернівців. Тераси крутим схилом спадають до Пруту на якому часто виникають зсуви, що потребують закріплення.

## Історія
Утворений 1 жовтня 1940 року. 1962 року район ліквідували, його територія увійшла до складу Глибоцького району. 6 грудня 1991 року Постановою № 1942/12 Верховної Ради України Герцаївський район відновлено.

## Адміністративний поділ
Герцаївський район поділяється на 1 селищну раду та 13 сільських рад, які об'єднують 24 населені пункти.

## Населення
Розподіл населення за віком та статтю (2001):
| Стать | Всього | До 15 років | 15-24 | 25-44 | 45-64 | 65-85 | Понад 85 |
| --- | ------ | ----------- | ----- | ----- | ----- | ----- | -------- |
| Чоловіки | 15 315 | 4026        | 2427  | 4704  | 2708  | 1410  | 40       |
| Жінки | 16 997 | 3868        | 2392  | 4659  | 3389  | 2495  | 194      |
| \| Статево-вікова піраміда \| Статево-вікова піраміда \| Статево-вікова піраміда \| \| ----------------------- \| ----------------------- \| ----------------------- \| \| Чоловіки \| Вік \| Жінки \| \| 40 \| 85 + \| 194 \| \| 59 \| 80-84 \| 260 \| \| 200 \| 75-79 \| 488 \| \| 473 \| 70-74 \| 770 \| \| 678 \| 65-69 \| 977 \| \| 667 \| 60-64 \| 977 \| \| 560 \| 55-59 \| 718 \| \| 679 \| 50-54 \| 790 \| \| 802 \| 45-49 \| 904 \| \| 1110 \| 40-44 \| 1170 \| \| 1152 \| 35-39 \| 1111 \| \| 1231 \| 30-34 \| 1184 \| \| 1211 \| 25-29 \| 1194 \| \| 1207 \| 20-24 \| 1169 \| \| 1220 \| 15-20 \| 1223 \| \| 1514 \| 10-14 \| 1382 \| \| 1343 \| 5-9 \| 1394 \| \| 1169 \| 0-4 \| 1092 \| |        |             |       |       |       |       |          |
| Статево-вікова піраміда |        |             |       |       |       |       |          |
| Чоловіки | Вік    | Жінки       |       |       |       |       |          |
| 40 | 85 +   | 194         |       |       |       |       |          |
| 59 | 80-84  | 260         |       |       |       |       |          |
| 200 | 75-79  | 488         |       |       |       |       |          |
| 473 | 70-74  | 770         |       |       |       |       |          |
| 678 | 65-69  | 977         |       |       |       |       |          |
| 667 | 60-64  | 977         |       |       |       |       |          |
| 560 | 55-59  | 718         |       |       |       |       |          |
| 679 | 50-54  | 790         |       |       |       |       |          |
| 802 | 45-49  | 904         |       |       |       |       |          |
| 1110 | 40-44  | 1170        |       |       |       |       |          |
| 1152 | 35-39  | 1111        |       |       |       |       |          |
| 1231 | 30-34  | 1184        |       |       |       |       |          |
| 1211 | 25-29  | 1194        |       |       |       |       |          |
| 1207 | 20-24  | 1169        |       |       |       |       |          |
| 1220 | 15-20  | 1223        |       |       |       |       |          |
| 1514 | 10-14  | 1382        |       |       |       |       |          |
| 1343 | 5-9    | 1394        |       |       |       |       |          |
| 1169 | 0-4    | 1092        |       |       |       |       |          |

Національний склад населення за даними перепису 2001 року:
| Національність | Кількість осіб | Відсоток |
| -------------- | -------------- | -------- |
| румуни         | 29554          | 91,45 %  |
| українці       | 1616           | 5,00 %   |
| молдовани      | 756            | 2,34 %   |
| росіяни        | 299            | 0,93 %   |
| угорці         | 15             | 0,05 %   |
| інші           | 76             | 0,24 %   |

Мовний склад населення за даними перепису 2001 року:
| Мова       | Кількість осіб | Відсоток |
| ---------- | -------------- | -------- |
| румунська  | 29803          | 92,22 %  |
| українська | 1560           | 4,83 %   |
| молдовська | 511            | 1,58 %   |
| російська  | 392            | 1,21 %   |
| інші       | 50             | 0,15 %   |

Етномовний склад населених пунктів району (рідна мова населення за переписом 2001 р.)
|                        | румунська | українська | молдовська | російська |
| ---------------------- | --------- | ---------- | ---------- | --------- |
| Герцаївський район     | 92,22     | 4,83       | 1,60       | 1,21      |
| м. Герца               | 68,08     | 17,98      | 2,71       | 10,89     |
| Байраківська сільрада  | 98,46     | 0,69       | 0,27       | 0,31      |
| Буківська сільрада     | 96,12     | 3,01       | 0,32       | 0,54      |
| Великобудська сільрада | 98,51     | 0,76       | 0,15       | 0,50      |
| Годинівська сільрада   | 95,83     | 3,47       | 0,16       | 0,43      |
| Горбівська сільрада    | 94,55     | 3,64       | 1,10       | 0,60      |
| Куликівська сільрада   | 95,21     | 3,15       | 0,96       | 0,68      |
| Лунківська сільрада    | 95,03     | 2,36       | 1,79       | 0,79      |
| Молницька сільрада     | 96,47     | 2,32       | 0,50       | 0,66      |
| Острицька сільрада     | 93,22     | 4,96       | 0,52       | 0,92      |
| Петрашівська сільрада  | 98,85     | 0,60       | 0,05       | 0,45      |
| Тернавська сільрада    | 98,13     | 0,91       | 0,42       | 0,52      |
| Хряцьківська сільрада  | 98,29     | 1,05       | 0,25       | 0,20      |
| Цуренська сільрада     | 53,73     | 29,48      | 16,15      | 0,59      |

Маморниця — єдине село району, де за переписом 2001 року більшість населення визнало рідною мовою українську.

## Економіка
Основна галузь економіки району — сільське господарство. За останні роки в агропромисловому комплексі району відбулися значні перетворення. Створені нові господарські структури засновані на приватній власності на землю і майно.
В районі працюють 5 товариств з обмеженою відповідальністю, 1 сільськогосподарський виробничий приватний кооператив, 1 дослідне господарство, 1 фермерське господарства, 1 приватне підприємства агрофірма «BASA».
У районі зареєстровано 5 промислових підприємств, з яких працюють 5. Найбільші з них мале приватне підприємство «Колос», мале підприємство «Медвироби», ВАТ «Фабрика „Прут“», фірма «Піко-Інвест», ПП «БУКЕКСПО». Промисловість району спеціалізується, в основному, на переробці сільськогосподарської продукції.
У районі діють близько 130 об'єктів роздрібної торгівлі (магазини і кіоски) та 30 підприємств ресторанного господарства, які належить як юридичним, так і фізичним особам, 3 готелі. Протягом останніх років спостерігається тенденція до розширення торгової мережі фізичних та юридичних осіб.
У сфері послуг працюють близько 236 суб'єктів підприємницької діяльності.
На території району розташовані ряд зон відпочинку. Діє лижний парк села Горбова (керівник Олег Борисович Колотницький). У селі Хряцька є 3 джерела мінеральних вод, які мають важливі лікувальні властивості. Планується будувати на території цього села санаторно-курортну зону.

### Інвестиційна привабливість
На території району є низка об'єктів, цікавих для інвесторів:
- будівництво лікувального центру в с. Хряцька та мініцех з розливу води;
- автомайстерні в с. Молниця;
- деревообробний цех в с. Молниця;
- кафе в с. Остриця;
- дитячі садки в с. Хряцька та с. Велика Буда;
- добудова школи в с. Куликівка.

## Культура
В районі діють 23 клубні заклади, 25 бібліотек, 2 музичні школи з 1 філіалом та дитяча художня школа, 3 мистецькі школи. Забезпечують роботу цих закладів культури 109 працівників галузі культури.
Район пишається багатьма художніми колективами, які є переможцями і лауреатами міжнародних, республіканських, обласних конкурсів-оглядів і фестивалів. Народний аматорський хореографічний колектив «Алунелу» будинку народної творчості та дозвілля с. Горбова у 2001 році за вагомий внесок у розвиток культури українського народу, високий художній рівень та виконавському майстерності надано звання «народний аматорський».
У селі Горбова діє єдиний в Україні румуномовний театр «MIORITA», за розвиток театрального мистецтва та організацію навчально-виховної і творчої роботи надано звання «народний аматорський».
Великі успіхів у галузі культури має народний аматорський оркестр «Плаю Херцей» Герцаївського будинку культури (керівник Кришмару І. К.) та народний аматорський оркестр «Валя Прутулуй» будинку народної творчості та дозвілля с. Горбова (керівник — Скалько Д. Д.).

## Освіта
В районі налічуються 32 загальноосвітні школи, з них 1 ліцей, 13 шкіл І ступеня, 8 шкіл І-ІІ ступеня, 10 шкіл І-ІІІ ступеня. В школах навчаються 5216 учнів. Здійснювали навчально-виховний процес 543 педагогічних працівників та 51 працівник дошкільних навчальних закладів.
Керівництво відділу освіти протягом останніх років значну увагу надавала реалізації державних та регіональних освітніх програм. Комп'ютерним навчання охоплено 2408 учнів (70 %) від загальної кількості учнів 5-11 класів. Курсу з комп'ютерного навчання пройшли більшість педагогічних працівників району.
Упродовж останніх років відділ освіти районної державної адміністрації вжив заходів для оздоровлення та відпочинку дітей на високому рівні.
У районі продовжується робота щодо проведення капітальних та поточних ремонтів в закладах освіти які потребують покращення умов навчання. Велика увага надається виконанню вимог Закону України «Про охорону дитинства» та Постанови Кабінету Міністрів України № 856 від 19.06.2002 року, які передбачають охоплення гарячим харчуванням безкоштовно дітей з малозабезпечених сімей.

## Охорона здоров'я
На території району функціонують такі лікувальні установи: Герцаївська центральна районна лікарня на 126 ліжок з поліклінікою на 90 відвідувань в день. Байраківська дільнична лікарня на 9 ліжок з поліклінікою на 25 відвідувань в день; 5 лікарських амбулаторій — Горбівська, Острицька; Великобудська, Мольницька, Цуреньська та 12 ФАПів. Працюють у галузі охорони здоров'я 393 чоловік.
Протягом 2007—2008 рр. у галузі охорони здоров'я продовжувалась робота по оснащенню відділень Центральної районної лікарні медичною апаратурою та іншою технікою. Придбано: наркозний апарат, лампа «Дегулюкс» для стоматологічного кабінету, шафи медичні для зберігання медикаменти. Для пологового відділення — монітор фетальний для спостереження за станом плоду, стіл неонатальний з підігрівом, опромінювач фототерапевтичний. Для дитячого відділення -відсмоктувач ОК-10, Фотоелектрокалориметр для клінічної лабораторії та фіброгастроскоп для районної поліклініки. Також придбано нову пральну машину, центрифугу для пральні ЦРЛ.
Створюються нові дільниці сімейної медицини.

## Соціальний захист, релігія
В районі проживає: — 7730 пенсіонерів; — 1691 чол. ветеранів Другої світової війни; — 108 чол. постраждалих внаслідок аварії на ЧАЕС із них 55 діти; — 876 чол. інвалідів.
На території району функціонує Свято-Вознесенський чоловічий монастир, відомий своєю благочинною діяльністю далеко за межами Чернівецької області. Завдяки організаторським здібностям настоятеля Монастиря отця Михайла в 2000 році було розпочато, а в 2002 році завершено будівництво будинку Великої сім'ї в с. Молниця, де на сьогоднішній день проживають та виховуються 142 дітей-сиріт та дітей, позбавлених батьківського піклування.
У районі діють 43 релігійні громади : — 32 церкви Московського патріархату; — 9 молитовних будинків; — Банченський Свято-Вознесенський чоловічий монастир, при якому функціонує 1 будинок Великої сім'ї а також Всеукраїнський центр реабілітації інвалідів «Віра, Надія, Любов».

## Молодь та спорт
Понад 20 % населення району становить молодь у віці від 14 до 35 років.
Реалізація державної політики протягом останніх років обумовила в районі певні позитивні зміни у сфері фізичної культури і спорту. Закріплено прогресивні тенденції з окремих напрямків фізкультурно-оздоровчої та спортивної діяльності в районі. Зокрема, зросла кількість учнів, які займаються в дитячо-юнацьких спортивних школах, а саме піднявся рівень фізкультурно-оздоровчій роботі у навчально-виховній сфері, продовжується робота щодо підвищення ефективності роботи тренерів та вчителів фізичного виховання, підвищення якості навчального процесу, збільшення обсягу рухової активності дітей залежно від психофізіологічної потреби в рухах, виявлення юних талантів та подальшого їх розвитку, значно зросла кількість проведених районних спортивно-масових заходів, поступово зміцнюється матеріально-технічна спортивна база району, збільшились обсяги фінансування фізичної культури і спорту, проводиться фізкультурно-оздоровча робота і за місцем роботи громадян, на належному рівні розвивається фізична культура і спорт серед сільського населення, спортивні змагання проводяться в районі і при підтримки виконкомів сільських рад та підприємців, за останні роки є певні досягнення на обласних та республіканських змаганнях, на належному рівні проводиться пропаганда здорового образу життя.
Особлива увага в районі надається розвитку дитячого спорту, а саме фізкультурно-оздоровчій роботі у навчально-виховній сфері
Функціонують в районі дві дитячо-юнацькі спортивні школи. Кількість учнів, які займалися в ДЮСШ у 2007—2008 навчальному році порівняно з минулим навчальним роком зросла на 7,6 %.
В ДЮСШ «Освіта» функціонують секції баскетболу, волейболу, гандболу і легкої атлетики. У 2007—2008 навчальному році займалися 392 юнаків та дівчат.
В ДЮСШ «Колос» функціонують секції футболу, легкої атлетики і волейболу. У 2007—2008 навчальному році займалися 372 юнаків та дівчат. Разом по району 764 осіб займаються в ДЮСШ.

## Соціально-політичне життя
Найважливішою подією останнього року в житті району є візити найвищих посадових осіб України. Першого вересня 2007 року на відкритті нового сільського клубу в с. Петрашівка, який будувався силами сільської громади та Фондом соціальних інвестицій України, був присутній Міністр закордонних справ України А. П. Яценюк. Неодноразово на різні релігійні свята у Банченському Монастирі були присутні народні депутати Верховної Ради України В.Бойко, Віктор Янукович та інші посадові особи України.

## Міжнародні відносини
В районі вживаються заходи щодо поглиблення зовнішньоекономічних зв'язків. Організовуються обміни офіційними делегаціями, семінари-навчання, конференції, бізнес-переговори тощо.
З метою активізації транскордонного співробітництва, за сприяння Чернівецької обласної державної адміністрації представниками Бюро Транскордонного співробітництва в м. Сучава (Румунія) проведено семінари на тему «Презентація програми добросусідства Румунія-Україна». Під час зазначених заходів обговорено основні принципи підготовки та подання проєктів транскордонного співробітництва за програмою PHARE/ CBC 2004—2006, організовано зустрічі потенційних партнерів української та румунської сторін.
Ботошанська повітова рада (Румунія) у партнерстві з Герцаївською районною радою впроваджують проєкт «Дороги без кордонів для об'єднаної Європи», який фінансується за рахунок Європейського Союзу та Уряду Румунії у рамках Програма добросусідства Україна-Румунія 2004—2006 та заходів «Розвиток транскордонної інфраструктури».
Метою проєкту є інтенсифікація економічної та соціальної співпраці між Герцаївським районом та Ботошанським повітом щодо створення спільного менеджменту транспортної інфраструктури прикордонної зони.
В результаті втілення проєкту передбачається укладання контракту між Герцаївською районною радою та Ботошанською повітовою радою щодо розробки інвестиційної пропозиції та комплекту проєктно-кошторисної документації реконструкції дороги м. Герца — пост митного контролю Дяківці-Раковець(6 км).
В рамках міжнародного співробітництва Герцаївська районна рада (Україна) та Ботошанська повітова рада (Румунія) уклали угоду партнерства по провадження проєкту «Міхай Емінеску — всесвітній поет, поет без кордонів».
Мета проєкту є виготовлення порівняльного аналізу, рівень пізнавання і сприятливості творів Емінеску на обох боках кордону, а також довідки про життя і твори Емінеску в Ботошанах та в Чернівецької області.

## Політика
25 травня 2014 року відбулися Президентські вибори України. У межах Герцаївського району було створено 25 виборчих дільниць. Явка на виборах складала — 51,84 % (проголосували 12 993 із 25 064 виборців). Найбільшу кількість голосів отримав Петро Порошенко — 51,92 % (6 746 виборців); Юлія Тимошенко — 17,74 % (2 305 виборців), Сергій Тігіпко — 7,85 % (1 020 виборців), Олег Ляшко — 6,77 % (879 виборців), Юрій Бойко — 3,69 % (479 виборців). Решта кандидатів набрали меншу кількість голосів. Кількість недійсних або зіпсованих бюлетенів — 2,30 %.

## Пам'ятки історії
Пам'ятки історії Герцаївського краю відображають майже весь історичний період його розвитку, становлення. Важливе місце в нашій історичній спадщині займають пам'ятники та пам'ятні місця, пов'язані з життям видатних діячів культури, літератури, мистецтва.
У районі розташовані такі історичні пам'ятники історії, археології та культури:
- Михайлівська церква та дзвіниця (1663 р.), с. Петрашівка;
- Дмитрівська церква та дзвіниця (1757 р.), с. Луковиця;
- Архангельська церква (1796 р.), с. Цурень;
- Спиридонівська церква (1807), м. Герца;
- Успенська церква (1891 р.), с. Остриця;
- Дмитрівська церква XVIII століття, с. Буківка.

Погруддя Георге Асакі — румунського поета, літературознавця, драматурга, поборника дружби румунського та українського народів.
Погруддя Міхая Емінеску — румунського поета.
В м. Герца є будинок, в якому жив і творив румунський художник Артур Верона.